# Идиофа
Идиофа (фр. Idiofa) — город и территория в провинции Квилу, Демократическая Республика Конго.
Расположен к востоку от крупного города Киквит и к западу от реки Лубуэ, на высоте 554 м над уровнем моря.
В 2010 году население города по оценкам составляло 58 637 человек. В городе имеется аэропорт.
Основу экономики составляют сельское хозяйство, рыболовство и животноводство. Город является центром католической епархии Идиофы.